# Società Sportiva Lazio 1979-1980
Questa voce raccoglie le informazioni riguardanti la Società Sportiva Lazio nelle competizioni ufficiali della stagione 1979-1980.

## Stagione
Nella stagione 1979-1980 la Lazio disputò il Campionato di Serie A, piazzandosi (sul campo) al tredicesimo posto e raggiungendo la salvezza. La squadra fu però coinvolta nello Scandalo del Totonero e, insieme al Milan, condannata al declassamento in ultima posizione e alla retrocessione d'ufficio: domenica 23 marzo 1980, dopo l'incontro col Pescara, un intervento della polizia allo Stadio Olimpico portò all'arresto di quattro giocatori (Cacciatori, Giordano, Manfredonia e Wilson) successivamente trasferiti al carcere di Regina Coeli. Anche in altri stadi si verificò la stessa sorte: a Milano furono arrestati Felice Colombo, presidente della società rossonera, e otto calciatori. Il processo, tenutosi mercoledì 14 maggio, condannò il club romano alla retrocessione oltre a punire i giocatori coinvolti: squalifiche a vita per Cacciatori e Wilson, squalifiche di 5 anni e 4 mesi per Giordano e Manfredonia. Le pesanti sanzioni, unite al fallimento sportivo, determinarono la fine di un'era in casa biancoceleste: il patron Umberto Lenzini rassegnò le dimissioni, lasciando il timone societario al fratello minore Aldo.
L'annata è inoltre passata alla storia per un altro fatto di cronaca nera, verificatosi in occasione del derby del 28 ottobre 1979 quando alcuni minuti prima della gara un razzo lanciato dalla Curva Sud romanista colpì e uccise il tifoso laziale Vincenzo Paparelli.

## Divise
| Casa | Trasferta |

## Organigramma societario
Area direttiva
- Presidente: Umberto Lenzini
- Segretario: Fernando Vona

Area tecnica
- Direttore sportivo: Francesco Janich
- Allenatore: Roberto Lovati
- Allenatore in seconda: Juan Carlos Morrone

## Rosa
| N. |                   | Ruolo | Calciatore                  |
| -- | ----------------- | ----- | --------------------------- |
|    | Italia (bandiera) | P     | Giuseppe Avagliano          |
|    | Italia (bandiera) | P     | Riccardo Budoni             |
|    | Italia (bandiera) | P     | Massimo Cacciatori          |
|    | Italia (bandiera) | D     | Filippo Citterio            |
|    | Italia (bandiera) | D     | Lionello Manfredonia        |
|    | Italia (bandiera) | D     | Carlo Perrone               |
|    | Italia (bandiera) | D     | Salvatore Pesce             |
|    | Italia (bandiera) | D     | Roberto Piccinini           |
|    | Italia (bandiera) | D     | Dario Pighin                |
|    | Italia (bandiera) | D     | Paolo Pochesci              |
|    | Italia (bandiera) | D     | Mauro Tassotti              |
|    | Italia (bandiera) | D     | Giuseppe Wilson (Capitano)  |
|    | Italia (bandiera) | C     | Riccardo Cenci              |
|    | Italia (bandiera) | C     | Vincenzo D'Amico (Capitano) |

| N. |                      | Ruolo | Calciatore           |
| -- | -------------------- | ----- | -------------------- |
|    | Italia (bandiera)    | C     | Stefano Ferretti     |
|    | Argentina (bandiera) | C     | Antonio Labonia      |
|    | Italia (bandiera)    | C     | Antonio Lopez        |
|    | Italia (bandiera)    | C     | Mauro Manzoni        |
|    | Italia (bandiera)    | C     | Maurizio Montesi     |
|    | Italia (bandiera)    | C     | Aldo Nicoli          |
|    | Italia (bandiera)    | C     | Maurizio Scarsella   |
|    | Italia (bandiera)    | C     | Fernando Viola       |
|    | Italia (bandiera)    | C     | Vincenzo Zucchini    |
|    | Italia (bandiera)    | A     | Salvatore Campilongo |
|    | Italia (bandiera)    | A     | Renzo Garlaschelli   |
|    | Italia (bandiera)    | A     | Bruno Giordano       |
|    | Italia (bandiera)    | A     | Enrico Todesco       |

## Calciomercato

### Sessione estiva
| Acquisti | Acquisti           | Acquisti  | Acquisti      |
| R.       | Nome               | da        | Modalità      |
| -------- | ------------------ | --------- | ------------- |
| P        | Giuseppe Avagliano | Modena    | fine prestito |
| D        | Filippo Citterio   | Palermo   | definitivo    |
| C        | Riccardo Cenci     | Cerretese | definitivo    |
| C        | Mauro Manzoni      | Cerretese | fine prestito |
| C        | Maurizio Montesi   | Avellino  | fine prestito |
| C        | Vincenzo Zucchini  | Pescara   | definitivo    |
| A        | Enrico Todesco     | Como      | definitivo    |

| Cessioni | Cessioni            | Cessioni      | Cessioni   |
| R.       | Nome                | a             | Modalità   |
| -------- | ------------------- | ------------- | ---------- |
| P        | Bruno Fantini       | Modena        | definitivo |
| D        | Paolo Ammoniaci     | Palermo       | definitivo |
| D        | Pietro Ghedin       | Pescara       | prestito   |
| D        | Luigi Martini       | Chicago Sting | definitivo |
| D        | Claudio Simoni      | Cerretese     | prestito   |
| C        | Andrea Agostinelli  | Napoli        | prestito   |
| C        | Roberto Badiani     | Napoli        | prestito   |
| C        | Franco Cordova      | Avellino      | definitivo |
| C        | Massimo De Stefanis | Palermo       | definitivo |
| A        | Aldo Cantarutti     | Pisa          | definitivo |

### Sessione autunnale
| Acquisti | Acquisti             | Acquisti    | Acquisti   |
| R.       | Nome                 | da          | Modalità   |
| -------- | -------------------- | ----------- | ---------- |
| A        | Salvatore Campilongo | Juve Stabia | definitivo |

| Cessioni | Cessioni | Cessioni | Cessioni |
| R.       | Nome     | a        | Modalità |
| -------- | -------- | -------- | -------- |

## Risultati

### Serie A

#### Girone di andata
| Avellino 16 settembre 1979 1ª giornata | Avellino             | 0 – 0 referto | Lazio | Stadio Partenio (24 470 spett.)\| Arbitro: \| Barbaresco (Cormons) \| |
| Arbitro:                               | Barbaresco (Cormons) |               |       |                                                                       |

| Arbitro: | Casarin (Milano) |

|                               |           |  |
| Giordano 12’ Garlaschelli 90’ | Marcatori |  |

| Arbitro: | Agnolin (Bassano del Grappa) |

|                           |           |              |
| Beccalossi 17’ Marini 71’ | Marcatori | 42’ Giordano |

| Arbitro: | Bergamo (Livorno) |

|              |           |                  |
| Giordano 61’ | Marcatori | 41’ (rig.) Rossi |

| Arbitro: | Prati (Parma) |

|             |           |              |
| Bellotto 9’ | Marcatori | 57’ Giordano |

| Arbitro: | Panzino (Catanzaro) |

|              |           |               |
| Giordano 30’ | Marcatori | 48’ Marchetti |

| Arbitro: | D'Elia (Salerno) |

|            |           |             |
| Pruzzo 16’ | Marcatori | 6’ Zucchini |

| Arbitro: | Barbaresco (Cormons) |

|                  |           |  |
| Verza 11’ (aut.) | Marcatori |  |

| Arbitro: | Paparesta (Bari) |

|                          |           |  |
| Giordano 11’ D'Amico 82’ | Marcatori |  |

| Arbitro: | Terpin (Trieste) |

|                  |           |              |
| Palanca 25’, 77’ | Marcatori | 84’ Zucchini |

| Arbitro: | Menicucci (Firenze) |

|              |           |  |
| Chiarugi 74’ | Marcatori |  |

| Roma 9 dicembre 1979 12ª giornata | Lazio         | 0 – 0 referto | Udinese | Stadio Olimpico (18 630 spett.)\| Arbitro: \| Redini (Pisa) \| |
| Arbitro:                          | Redini (Pisa) |               |         |                                                                |

| Napoli 16 dicembre 1979 13ª giornata | Napoli            | 0 – 0 referto | Lazio | Stadio San Paolo (50 969 spett.)\| Arbitro: \| Mattei (Macerata) \| |
| Arbitro:                             | Mattei (Macerata) |               |       |                                                                     |

| Arbitro: | Barbaresco (Cormons) |

|                          |           |            |
| D'Amico 50’ Citterio 68’ | Marcatori | 1’ Mariani |

| Arbitro: | Michelotti (Parma) |

|                |           |              |
| Chiodi 4’, 39’ | Marcatori | 90’ Giordano |

#### Girone di ritorno
| Arbitro: | Casarin (Milano) |

|                     |           |                  |
| Giordano 75’ (rig.) | Marcatori | 6’ S. Pellegrini |

| Firenze 20 gennaio 1980 17ª giornata | Fiorentina    | 0 – 0 referto | Lazio | Stadio Comunale (35 580 spett.)\| Arbitro: \| Prati (Parma) \| |
| Arbitro:                             | Prati (Parma) |               |       |                                                                |

| Roma 27 gennaio 1980 18ª giornata | Lazio            | 0 – 0 referto | Inter | Stadio Olimpico (54 054 spett.)\| Arbitro: \| D'Elia (Salerno) \| |
| Arbitro:                          | D'Elia (Salerno) |               |       |                                                                   |

| Perugia 3 febbraio 1980 19ª giornata | Perugia               | 0 – 0 referto | Lazio | Stadio Renato Curi (20 412 spett.)\| Arbitro: \| Ballerini (La Spezia) \| |
| Arbitro:                             | Ballerini (La Spezia) |               |       |                                                                           |

| Arbitro: | Redini (Pisa) |

|  |           |            |
|  | Marcatori | 31’ Perico |

| Arbitro: | Menicucci (Firenze) |

|             |           |              |
| Briaschi 2’ | Marcatori | 78’ Giordano |

| Arbitro: | Menicucci (Firenze) |

|             |           |                            |
| D'Amico 75’ | Marcatori | 60’ Pruzzo 85’ Giovannelli |

| Torino 9 marzo 1980 23ª giornata | Juventus         | 0 – 0 referto | Lazio | Stadio Comunale (24 709 spett.)\| Arbitro: \| D'Elia (Salerno) \| |
| Arbitro:                         | D'Elia (Salerno) |               |       |                                                                   |

| Arbitro: | Lo Bello (Siracusa) |

|                              |           |  |
| Prestanti 50’ Chinellato 76’ | Marcatori |  |

| Arbitro: | D'Elia (Siracusa) |

|                               |           |  |
| D'Amico 72’ Groppi 82’ (aut.) | Marcatori |  |

| Arbitro: | Casarin (Milano) |

|  |           |             |
|  | Marcatori | 77’ Dossena |

| Arbitro: | Pieri (Genova) |

|                          |           |              |
| Luigi Delneri 37’ (rig.) | Marcatori | 72’ Zucchini |

| Arbitro: | Bianciardi (Siena) |

|                  |           |                    |
| Garlaschelli 13’ | Marcatori | 39’ (rig.) Improta |

| Arbitro: | Milan (Treviso) |

|           |           |  |
| Pecci 65’ | Marcatori |  |

| Arbitro: | Patrussi (Arezzo) |

|  |           |                         |
|  | Marcatori | 9’ Galluzzo 80’ Carotti |

### Coppa Italia

#### Primo turno
| Arbitro: | Paparesta (Bari) |

|                                                             |           |  |
| Giordano 26’, 40’ Zucchini 48’ Garlaschelli 60’ D'Amico 85’ | Marcatori |  |

| Arbitro: | Menicucci (Firenze) |

|  |           |                                  |
|  | Marcatori | 71’ Manfredonia 76’ Garlaschelli |

| Arbitro: | Mascia (Milano) |

|              |           |                                      |
| Guidolin 81’ | Marcatori | 59’ (rig.) Giordano 80’ Garlaschelli |

| 5 settembre 1979 4ª giornata |  | – Turno di riposo |  |  |

| Roma 9 settembre 1979 5ª giornata | Lazio             | 0 – 0 | Udinese | Stadio Friuli\| Arbitro: \| Bergamo (Livorno) \| |
| Arbitro:                          | Bergamo (Livorno) |       |         |                                                  |

#### Fase finale
| Torino 21 novembre 1979 Quarti di finale - Andata | Torino           | 0 – 0 | Lazio | Stadio Comunale\| Arbitro: \| Casarin (Milano) \| |
| Arbitro:                                          | Casarin (Milano) |       |       |                                                   |

| Arbitro: | Pieri (Genova) |

|                                             |                      |                                                   |
| Giordano Viola D'Amico Citterio Lopez Cenci | Tiri di rigore 3 – 4 | Graziani Sclosa Pileggi Volpati Pulici Mandorlini |

## Statistiche

### Statistiche di squadra
| Competizione | Punti | In casa | In casa | In casa | In casa | In casa | In casa | In trasferta | In trasferta | In trasferta | In trasferta | In trasferta | In trasferta | Totale | Totale | Totale | Totale | Totale | Totale | DR |
| Competizione | Punti | G       | V       | N       | P       | Gf      | Gs      | G            | V            | N            | P            | Gf           | Gs           | G      | V      | N      | P      | Gf     | Gs     | DR |
| ------------ | ----- | ------- | ------- | ------- | ------- | ------- | ------- | ------------ | ------------ | ------------ | ------------ | ------------ | ------------ | ------ | ------ | ------ | ------ | ------ | ------ | -- |
| Serie A      | 25    | 15      | 5       | 6       | 4       | 14      | 11      | 15           | 0            | 9            | 6            | 7            | 14           | 30     | 5      | 15     | 10     | 21     | 25     | -4 |
| Coppa Italia | 7     | 3       | 1       | 2       | 0       | 5       | 0       | 3            | 2            | 1            | 0            | 4            | 1            | 6      | 3      | 3      | 0      | 9      | 1      | +8 |
| Totale       |       | 18      | 6       | 8       | 4       | 19      | 11      | 18           | 2            | 10           | 6            | 11           | 15           | 36     | 8      | 18     | 10     | 30     | 26     | +4 |

### Statistiche dei giocatori
Nel conteggio delle reti realizzate si aggiungano due autoreti a favore in campionato..
| Giocatore       | Serie A  | Serie A | Coppa Italia | Coppa Italia | Totale   | Totale |
| Giocatore       | Presenze | Reti    | Presenze     | Reti         | Presenze | Reti   |
| --------------- | -------- | ------- | ------------ | ------------ | -------- | ------ |
| G. Avagliano    | 2        | -3      | -            | -            | 2        | -3     |
| R. Budoni       | 4        | -3      | -            | -            | 4        | -3     |
| M. Cacciatori   | 24       | -19     | 6            | -1           | 30       | -20    |
| S. Campilongo   | 1        | 0       | -            | -            | 1        | 0      |
| R. Cenci        | 5        | 0       | 1            | 0            | 6        | 0      |
| F. Citterio     | 30       | 1       | 6            | 0            | 36       | 1      |
| V. D'Amico      | 28       | 4       | 5            | 1            | 33       | 5      |
| S. Ferretti     | 5        | 0       | -            | -            | 5        | 0      |
| R. Garlaschelli | 23       | 2       | 4            | 3            | 27       | 5      |
| B. Giordano     | 23       | 9       | 6            | 3            | 29       | 12     |
| A. Labonia      | 4        | 0       | 3            | 0            | 7        | 0      |
| A. Lopez        | 7        | 0       | 4            | 0            | 11       | 0      |
| L. Manfredonia  | 21       | 0       | 5            | 1            | 26       | 1      |
| M. Manzoni      | 14       | 0       | 1            | 0            | 15       | 0      |
| M. Montesi      | 19       | 0       | 6            | 0            | 25       | 0      |
| A. Nicoli       | 5        | 0       | 1            | 0            | 6        | 0      |
| C. Perrone      | 6        | 0       | -            | -            | 6        | 0      |
| S. Pesce        | 1        | 0       | -            | -            | 1        | 0      |
| R. Piccinini    | 1        | 0       | -            | -            | 1        | 0      |
| D. Pighin       | 13       | 0       | 3            | 0            | 16       | 0      |
| P. Pochesci     | 3        | 0       | -            | -            | 3        | 0      |
| M. Scarsella    | 2        | 0       | -            | -            | 2        | 0      |
| M. Tassotti     | 27       | 0       | 5            | 0            | 32       | 0      |
| E. Todesco      | 9        | 0       | 2            | 0            | 11       | 0      |
| F. Viola        | 28       | 0       | 5            | 0            | 33       | 0      |
| G. Wilson       | 23       | 0       | 6            | 0            | 29       | 0      |
| V. Zucchini     | 25       | 3       | 5            | 1            | 30       | 4      |